# Syn de Conde
Syn de Conde, pseudônimo de Sinésio Mariano de Aguiar (Belém, 14 de junho de 1894 — Rio de Janeiro, 29 de maio de 1990) foi um futebolista, dançarino e ator paraense. É considerado o primeiro ator do Brasil a atuar em Hollywood.

## Biografia
Syn nasceu na cidade de Belém do Pará, em 14 de junho de 1894, filho de um rico industrial da região, que prosperou na época do ciclo da borracha. Tentou ser um jogado profissional de futebol, mas como era de padrão na época, os jovens afortunados eram enviados a Europa para estudar, normalmente a Suíça, mas decidiu estudar em Paris, onde conheceu a boemia e entregou-se a ela.
Na França, decidiu mudar-se secretamente aos Estados Unidos. Para disfarçar o abandono dos estudos, escrevia para amigos na Europa, que remetiam as suas cartas de Paris à família, enganando-os. Em Los Angeles ele trabalhava como dançarino nos cabarés parisienses (ritmo maxixe), e dividia o quarto de uma pensão com o jovem italiano Rudolph Valentino que sonhava em trabalhar no cinema.
Em 1918 o jovem, que já estava há dois anos em Los Angeles, foi tomar chá em um hotel luxuoso, onde se encantou com a jovem Alla Nazimova que estava no local, e pediu para o garçom levar à mesa um buquê de rosas. A moça retribuiu a gentileza entregando-lhe seu cartão de visitas, com o local e hora para se encontrarem. O local indicado era um estúdio de cinema, onde ele viu Nazimova gravando algumas cenas de um novo filme, onde um ator dançava a dança apache (popular na época nos cafés parisienses). Syn informou ao diretor que os passos estavam errados, e demonstrou a forma certa do ritmo. O ator inicialmente contratado foi demitido, e Syn de Conde foi contratado para o papel, estreando no cinema em Revelação (do inglês Revelation, 1918).
Foi o primeiro ator brasileiro a atuar em Hollywood, na época do cinema mudo, com uma carreira que durou apenas três anos, participando em nove filmes. Casou-se com norte-americana Anna Pauley.
Mas em 1921 um amigo do pai de Syn, informou a este que o viu no filme Chama do Deserto, que estava sendo exibido no Cine Olympia, de Belém. O pai incrédulo foi a sala de projeção e descobriu que o filho, que deveria estar em Paris, estava escondido em Hollywood. Ao descobrir ordenou que ele voltasse imediatamente para casa.
Em 1927, retornou ao Brasil e seguiu trabalhou como funcionário público do Ministério da Agricultura, até se aposentar. Neste mesmo ano, durante uma viagem ao Rio de Janeiro, com saudades da fama, escalou um prédio na Avenida Rio Branco, imitando a cena de Harrold Lloyd no filme O Homem Mosca (Safety Last, 1923), ganhando novamente destaque nas publicações brasileiras.
No Brasil também foi professor de inglês, e casou-se novamente, mas nunca teve filhos.
Em 1974, a Cinemateca do Rio de Janeiro o homenageou com uma exposição de fotos e cartas dos tempos de Hollywood. Em 1984, a mesma instituição fez uma mostra com alguns de seus filmes.

## Morte
Syn morreu em 29 de maio de 1990, aos 95 anos, no Rio de Janeiro, de insuficiência cardíaca. Seu túmulo foi redescoberto recentemente pelo pesquisador Daniel Carvalho e registrado como forma de homenagem por Welson Rocha em seu canal "Meu Brasil de Histórias", do YouTube.

## Filmografia
Todas os filmes atuados por Syn de Conde. 
| N.º | Título                       | Em inglês                   | Ano  |  |
| 1.  | "Revelação"                  | Revelation                  | 1918 |  |
| 2.  | "The Brass Check"            |                             | 1918 |  |
| 3.  | "A Defesa de Um Inocente"    | Out of the Shadow           | 1919 |  |
| 4.  | "A Garota que Ficou em Casa" | The Girl Who Stayed at Home | 1919 |  |
| 5.  | "Mary Regan"                 |                             | 1919 |  |
| 6.  | "A Rosa do Norte"            | Rose of the West            | 1919 |  |
| 7.  | "A Chama do Deserto"         | Flame of the Desert         | 1919 |  |
| 8.  | "Audaz da Conquista"         | Rouge and Riches            | 1920 |  |
| 9.  | "Moongold"                   |                             | 1921 |  |